# Рубашевський Дмитро Олегович
Дмитро́ Оле́гович Рубаше́вський (біл. Дзмітрый Рубашєўскі) (позивний — «Ганс»; 25 грудня 1991, м. Брест, Республіка Білорусь — 12 квітня 2022, поблизу с. Ізюмське, Харківська область) — український військовослужбовець білоруського походження, солдат Збройних Сил України, учасник російсько-української війни, що загинув у ході російського вторгнення в Україну в 2022 році. Кавалер ордена «За мужність» III ступеня (2022, посмертно).

## Життєпис
Народився 25 грудня 1991 в місті Брест, Білорусь. Прадід — українець.
Свій бойовий шлях «Ганс» розпочав у 2016 році, приїхавши з білоруського Бреста в Україну, щоби захищати Україну від російської навали. 3 березня по квітень 2016 року був у лавах батальйону ОУН.
3 квітня 2016 по червень 2018 року воював у складі Першої Окремої штурмової роти Добровольчого Українського Корпусу "Правий сектор", був командиром 2-го взводу. Воював у найгарячіших точках на той час, таких як шахта "Бутівка", Піски, Авдіївка. На «Ганса» покладався і цілковито довіряв його командир «Да Вінчі». За героїзм та відвагу в грудні 2017 року нагороджений орденом "Народний Герой України". Двічі поранений.
3 червня 2018 по червень 2019 року воював у складі 8-го окремого батальйону Української добровольчої армії, ДШГ «Ведмеді» під керівництвом Олександра Кравцова, позивний «Ведмідь». Під час виконання бойового завдання на Широкінському напрямку 2019 року зазнав важкого поранення, внаслідок чого втратив око. Дмитро був командиром диверсійної групи, яка виконувала бойові завдання за лінією розмежування, беручи участь у штурмах позицій і диверсійних заходах. Втрата правого ока і пошкодження лівого не завадили другу «Гансу» виходити і працювати вночі в тилу противника.
3 серпня 2020 року служив у лавах 24-ї окремої механізованої бригади імені короля Данила. У липні 2019 року нагороджений нагрудним знаком "Знак пошани" міністром оборони України. Також за дорученням секретаря Ради національної безпеки і оборони України Олексія Данілова у вересні 2021 року нагороджений відзнакою РНБО України III ступеня, за порятунок життя побратима. Повномасштабне вторгнення зустрів у складі 24-ї окремої механізованої бригади імені короля Данила. Дмитро, бувши солдатом, входив до тактичної групи, яка проводила вилазки в тил противника. Саме у складі ротно-тактичної групи він зі своїми побратимами зустрічав ворога на підході до села. Ганс, вистріливши зі стугни, поранив командира тактичної групи російського батальйону, завдяки чому командира згодом ліквідували.

## Загибель
Загинув у боях з агресором поблизу села Ізюмське на межі Луганщини й Харківщини, коли стріляв у російського солдата. Рубашевський подумав, що той мертвий, а окупант виявився пораненим. Залишилась дружина і дворічна дочка.

## Нагороди
- орден «За мужність» III ступеня (вересень 2022, посмертно) — за особисту мужність і самовіддані дії, виявлені у захисті державного суверенітету та територіальної цілісності України, вірність військовій присязі [2]
- «Хрест хоробрих» (посмертно, вересень 2023)[3].
- орден «Народний Герой України»
- "Знак пошани"
- Відзнака РНБО України III ступеня